# Clark Ádám tér
A Clark Ádám tér egy híres tér Budapest I. kerületében, a Vízivárosban. A Lánchíd budai hídfőjénél, az Alagút bejáratánál található. Nevét ezek tervezőjéről, Clark Ádám skót építészről kapta.

## Fekvése
Határai: Fő utca 1. és 2., Hunyadi János út 1. és 2., Alagút, Sikló utca 1. és 2., Lánchíd utca 1. és 2., Széchenyi lánchíd.

## Nevezetességek
A téren áll a „0” kilométerkő, amely – az 1-es és a 8-as számú utak kivételével – a magyarországi elsőrendű főútvonalak számozásának kezdőpontja. A térről indul a Budavári sikló. A tér Budapest Duna-parti látképének szerves része.

## Helytörténet
Az 1860-as években az itt állt Budai Népszínházról Népszínház térnek is hívták. Az 1870-es évek közepétől Lánchíd tér, 1912-től Clark Ádám tér. Villamosjárat a tér alatt 1907 óta közlekedik. 
A Clark Ádám tér volt Budapest első egységes neoreneszánsz stílusú tere. Épületeiben működött a Lánchíd Társaság (a Lánchíd Palotában), a Budai Népszínház, valamint a Budai Takarékpénztár. Utóbbinak az Ybl Miklós által tervezett épülete a második világháborúban bombatalálatot kapott, majd 1949-ben a körforgalom kialakítása során teljesen elbontották. A helyén sokáig üres foghíjtelek állt, amire a közelmúltban szállodát építettek. Csak a Lánchíd Palota maradt meg a tér eredeti épületei közül.
A teret és a "0" kilométerkő környezetét 2014 júliusában felújították.

## Képgaléria

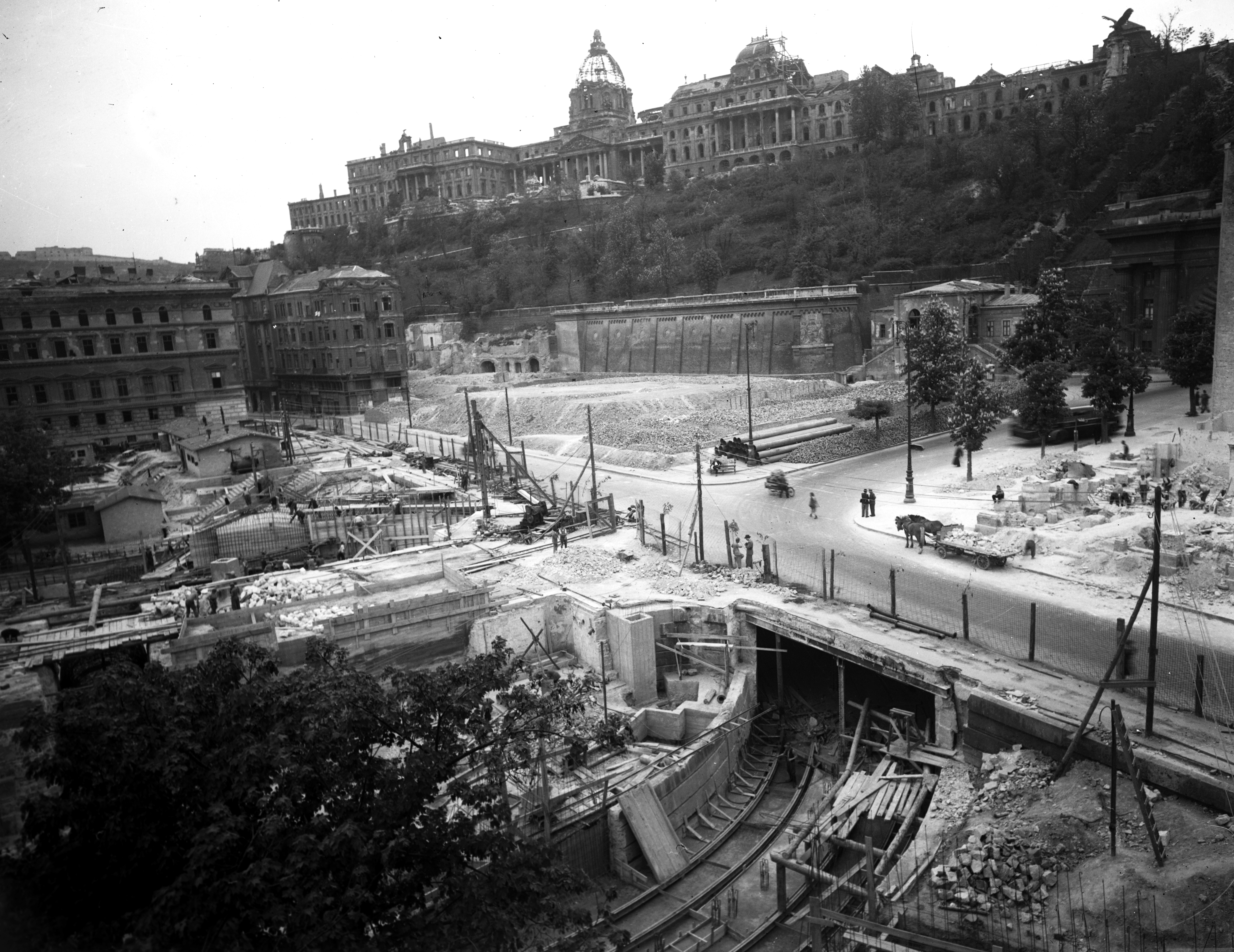
A tér 1949-ben, a körforgalom kialakítása előtt
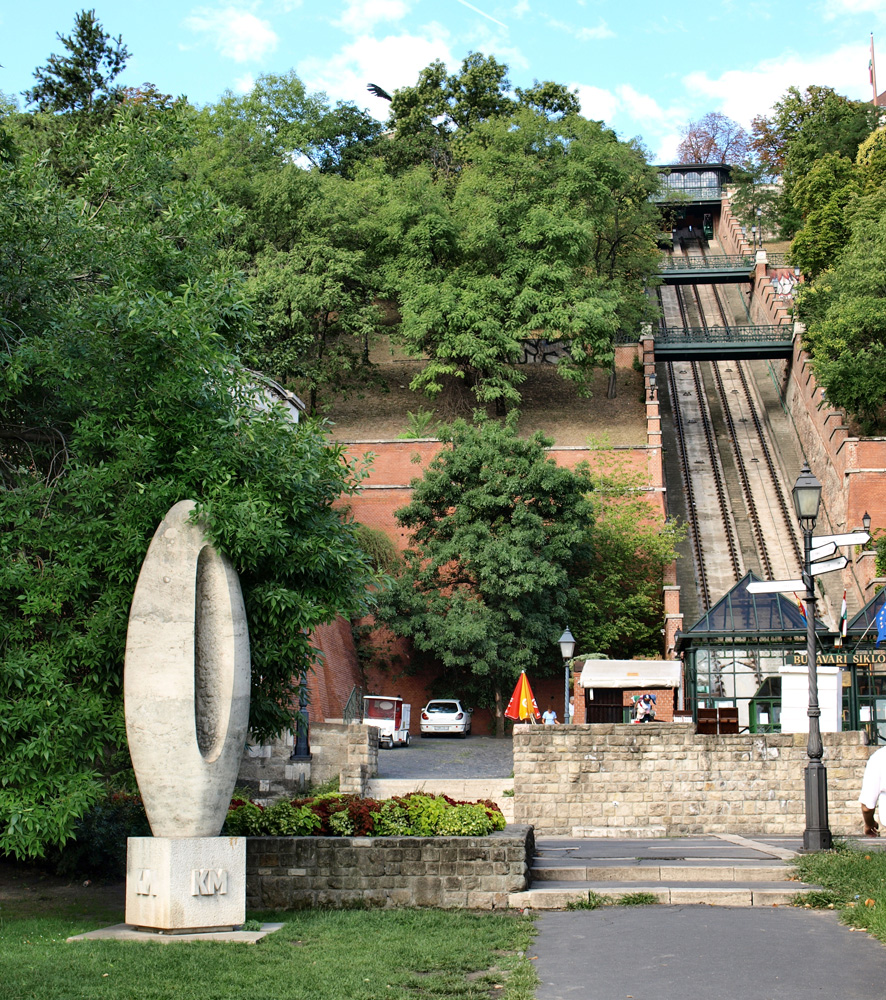
A „0” kilométerkő az Alagút bejáratánál. Háttérben a Budavári sikló látható (2007)
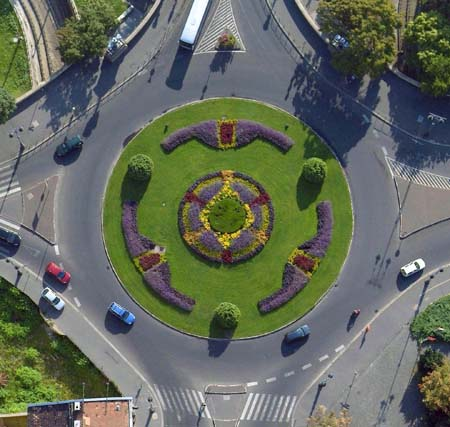
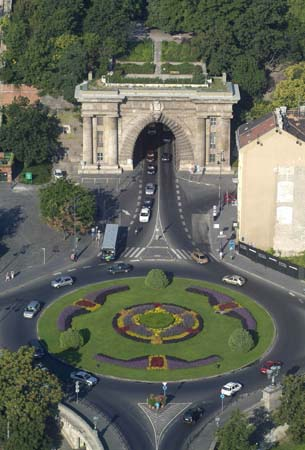
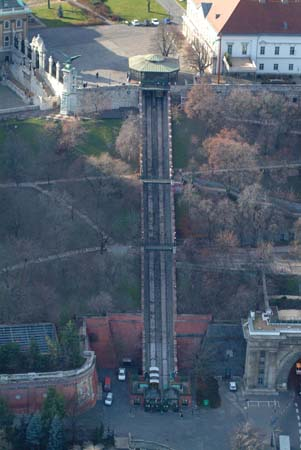
Az 1986-ban újjáépült Budavári Sikló
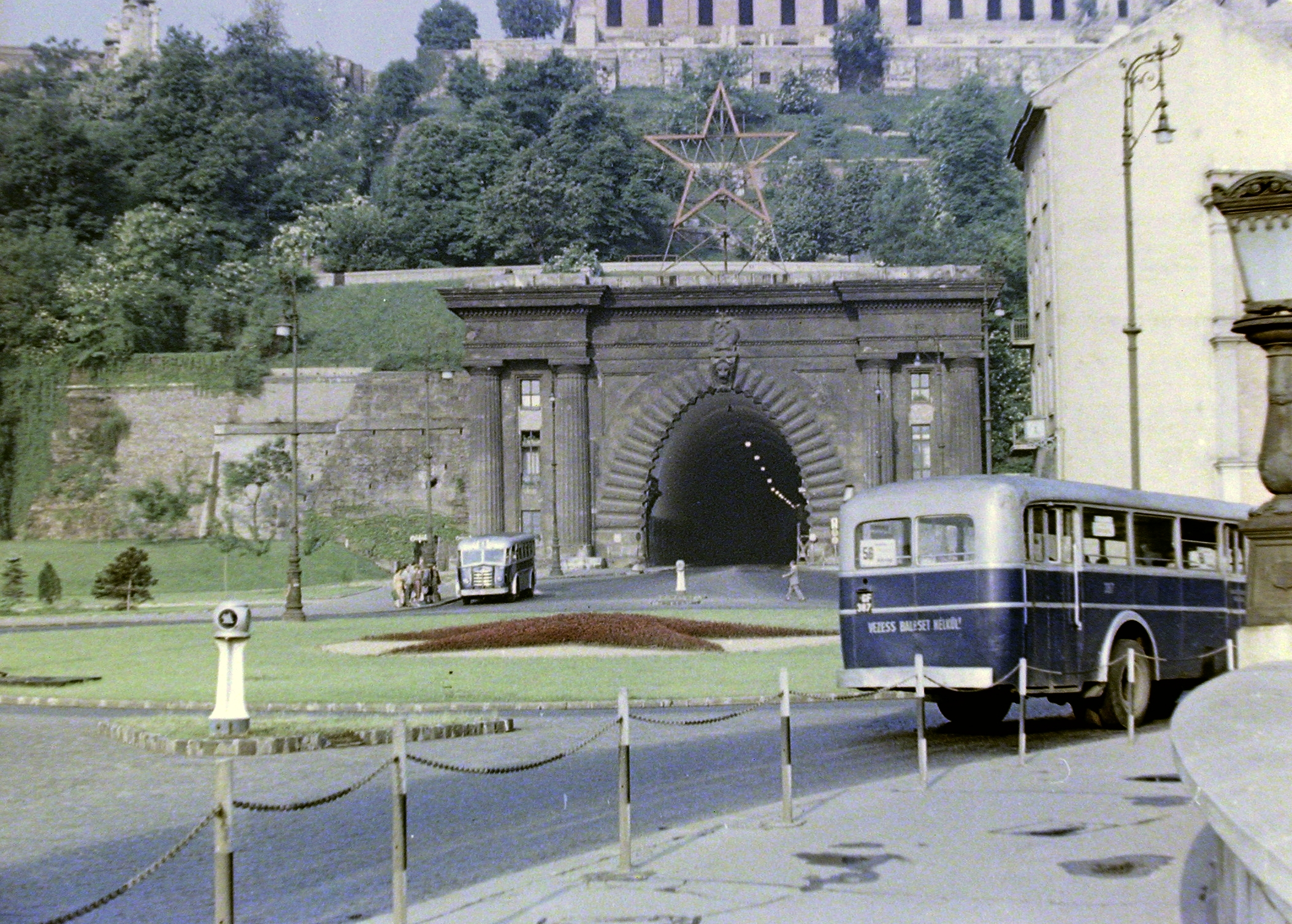
1958-ban
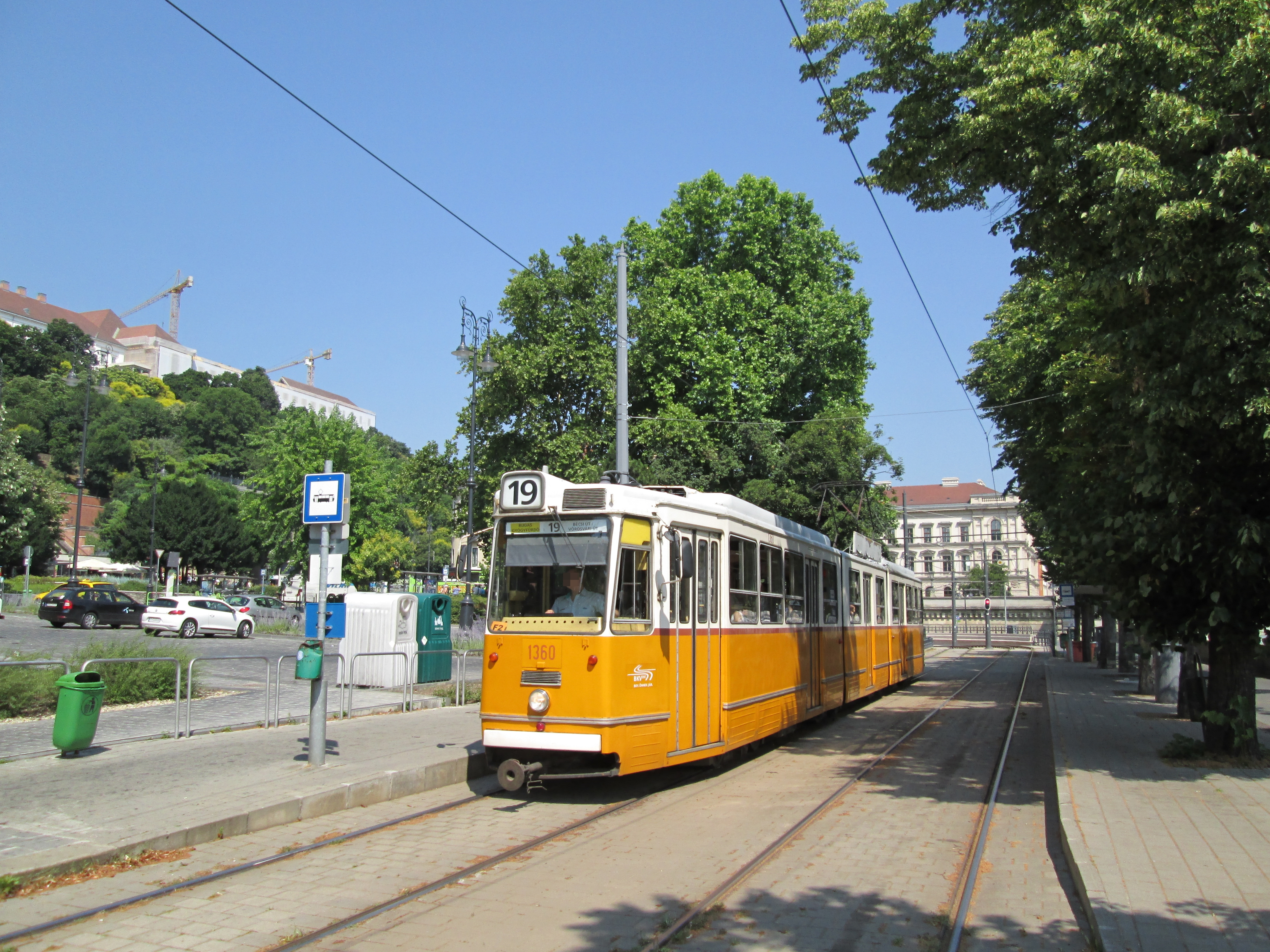
A 19-es villamos a Clark Ádám térnél (2016)
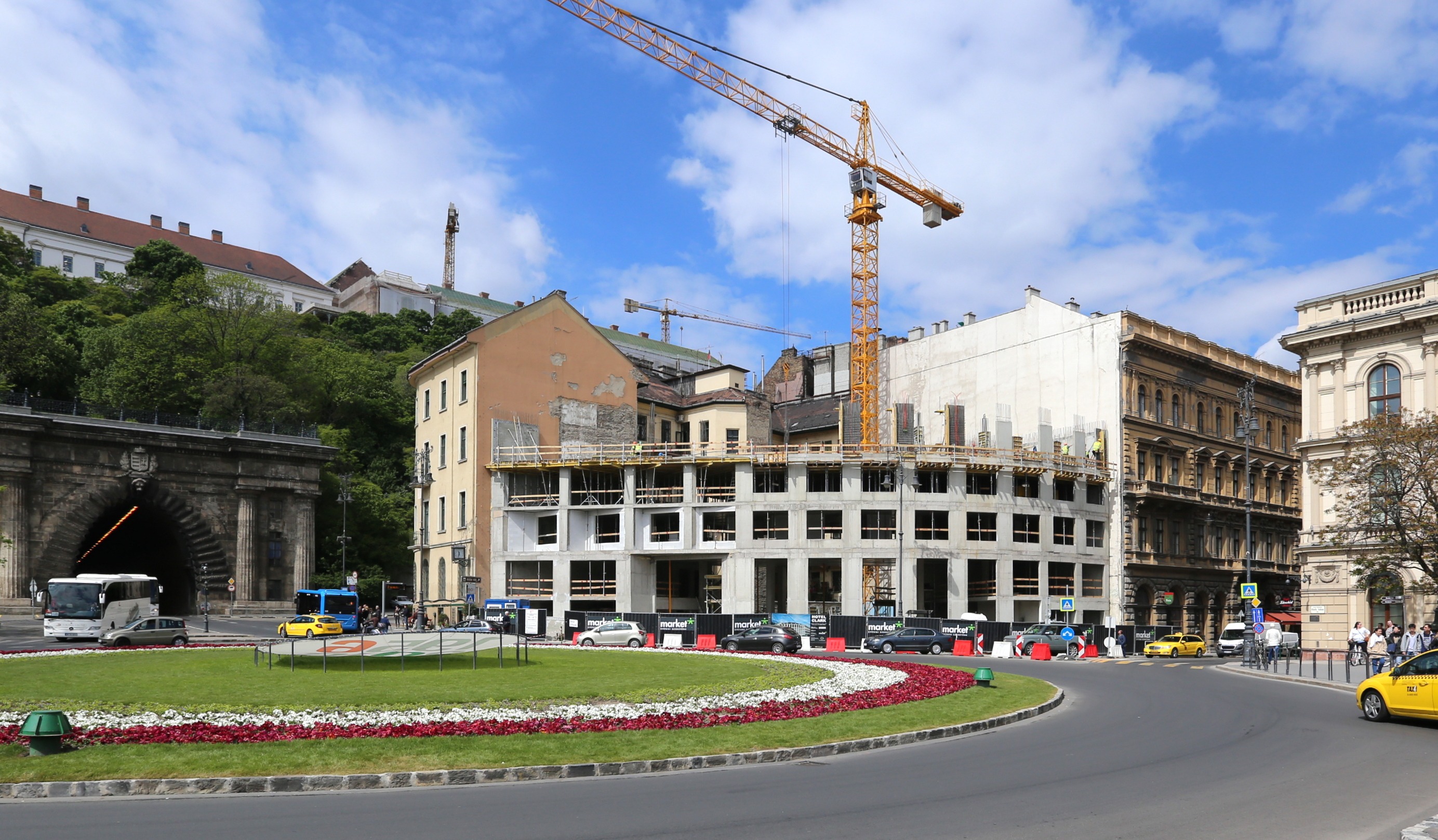
Az egykori Budai Takarékpénztár értékes telkére felépült Hotel Clark szálloda (2017)
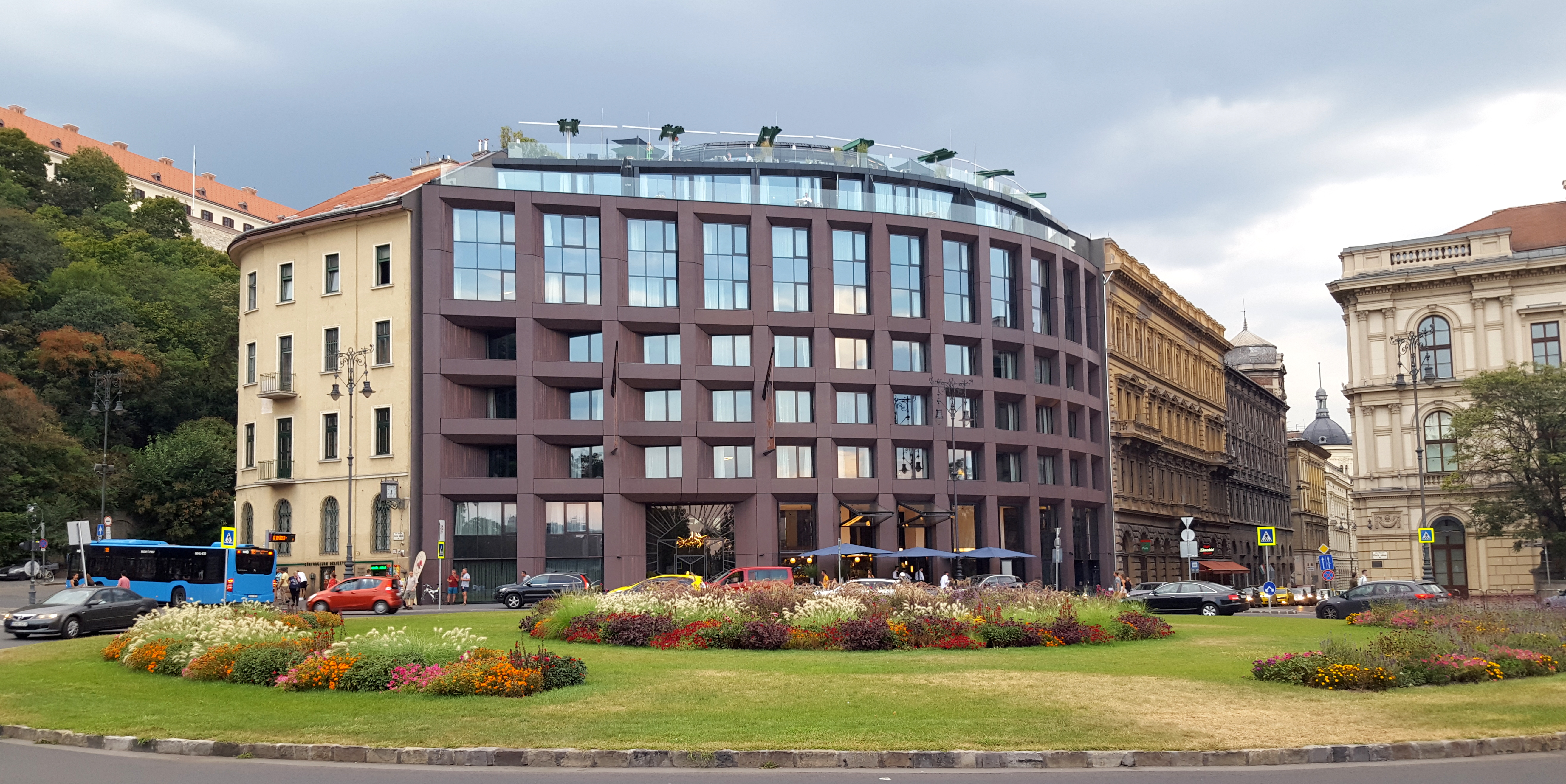
Hotel Clark (2018)